# Abuta mycetandra
Abuta mycetandra är en tvåhjärtbladig växtart som beskrevs av Krukoff och Barneby. Abuta mycetandra ingår i släktet Abuta och familjen Menispermaceae. Inga underarter finns listade i Catalogue of Life.